# U Brown
U Brown (ou Huford Brown, New Roy, Hugh Brown, Nuroy), de son vrai nom Huford Brown, est un deejay jamaïcain de reggae né le  8 juin 1956 à Kingston.

## Biographie
Il a grandi à Bond Street, une rue de Kingston à deux pas du légendaire studio « Treasure Isle » de Duke Reid.
Fortement influencé par le Dee-jay U-Roy, mais aussi Big Youth, Dennis Alcapone, Prince Jazzbo ou I-Roy, U-Brown commence sa carrière dans le sound system « Silver Bullet » au début des années 1970. En 1975, il remplace U- Roy dans le « King tubby’s » sound system. U-Brown a d'abord eu la chance d'enregistrer avec Winston Edwards puis Yabby You. C’est en 1976 qu’il connait un success local avec le titre « Starsky and Hutch » produit par Bunny « striker » Lee. Ce tube sera suivi par une série d'albums réalisés avec le même producteur.
À la fin des années 1970, il signe à Virgin Records et réalise deux albums sur leur label Front Line. Ce contrat lui permet aussi de voyager fréquemment au Royaume-Uni où il a joué avec le sound system « Unity Hi Power ». C’est en 1982 que U-Brown revient sur le devant de la scène avec le titre « Tu Sheng Peng », une version Dee-jay du "If This World Were Mine" de Dennis Brown.
U-Brown créé son propre label « Hit Sound » en 1977 qui lui permet d’affiner et de montrer son travail en tant que producteur. Dans les années 1980, U-Brown s’expatrie à Miami pour retourner en Jamaïque en 1990. En 1997, « Blood & Fire » publie une compilation de ses titres des années 1970 lui permettant de travailler et d’enregistrer avec d’autre labels comme « Jah Warrior », entre autres. Aujourd’hui, il fait partie des artistes les plus emblématiques du style « Rub-a-Dub » (dancehall) et est une des fondations du Dee-jing en Jamaïque.

## Discographie
- 1976 : The Originator (Nuroy & U Roy)
- 1976 : Satta Dread
- 1977 : London Rock
- 1977 : Revelation Time
- 1978 : Mr Brown Something
- 1978 : Weather Baloon [aka You Can't Keep A Good Man Down]
- 1982 : Hotter Reggae Music [aka Tu Sheng Peng]
- 1982 : Ravers Party
- 1982 : DJ Confrontation (U Brown vs Peter Yellow)
- 1983 : Jam It Tonight [aka Black Princess]
- 1984 : Superstar

### Compilations
- 1979 : Repatriation
- 1975-1978 : Train To Zion
- 1979-1980 : U Brown Hit Sounds From Channel One (U Brown & Various Artists)